# そらを見なきゃ困るよ!
『そらを見なきゃ困るよ!』（そらをみなきゃこまるよ!）は、インターネットテレビ「GyaO」のGyaOジョッキーで生放送されているバラエティ番組。前番組は「ナメてもらっちゃ困るよ!」。2007年11月6日から放送開始。略称は「そらみな」。GyaOジョッキー閉局とともに番組終了する。

## 出演者

### メインMC
- 蒼井そら
- オードリー (若林正恭 / 春日俊彰)
- 大輪教授 (オードリー代理レギュラー)

### その他
- 虹鱒 (準レギュラー獲得)
- モンキーチャック
- ばうんど
- 高橋工房

## 概要
- この番組中における蒼井そらのやる気度は2%と言う事になっている。
- オードリーはM-1グランプリ2008で準優勝を果たしてブレイクして以降多忙になり、出演回数が減った。代理として大輪教授がたびたび出ていたが番組紹介欄にはオードリーと毎回表記されていたため、「GyaOでオードリーと書いてあったら俺(大輪教授)だと思え」といった結果、「GyaOのオードリー」と呼ばれるようになる。
- 2009年1月20日ゲストの川村りかは直接蒼井から出演依頼をした。
- オードリー不在時は冒頭の時間は今田(虹鱒)のショートコーナーになる。
- 番組後期、若林は「平和太郎」、春日は「世の中ヒロシ」という名前で活動。
- ミニ四駆企画協力の店主が蒼井そらの事を「ミドリちゃん」と間違えて覚えたため蒼井の愛称が増える。
- 番組のタイトルコールの画面の写真は、ばうんど赤川の実家で飼育している「牛のソラちゃん」である。
- 番組回数を三桁して最後を飾りたいと考えた蒼井のわがままで85回以降にオープニングを数度繰り返し回数を稼ぐ。
- 蒼井の着用済みTシャツがプレゼント。(サインはされていない様である。)
- 蒼井 が他の仕事で番組を休んだ際の穴を埋めるためのトークテーマとして、オードリー二人がどちらが蒼井が好きかについて熱く語るトークバトルを繰り広げた。

## コーナー
大喜利あおぞら甲子園
カスガクイズ
チャット番長
いまやんのドーンとやってみよう!
情報バラエティー イマダ屋
変・変換
教授を褒め殺せ
佐川のハプニンクイズ シーズン1-3
ハプニング禊(みそぎ)
勝手に○○→未来予想部
| 第○回 | 放送日        | お題                            | 登場人物                       | 俳優                           |
| 第1回 | 2009年5月12日 | 「三国志」                      | 劉備                           | 渡哲也                         |
| 第1回 | 2009年5月12日 | 「三国志」                      | 曹操                           | 舘ひろし                       |
| 第1回 | 2009年5月12日 | 「三国志」                      | 孫乾                           | 石原良純                       |
| 第1回 | 2009年5月12日 | 「三国志」                      | 諸葛孔明                       | 峰竜太                         |
| 第2回 | 2009年5月19日 | ドラクエ100のサブタイトルと職業 | おれが魔王で魔王がおれで       | おれが魔王で魔王がおれで       |
| 第2回 | 2009年5月19日 | ドラクエ100のサブタイトルと職業 | 横綱・パントマイマー           |                                |
| 第3回 | 2009年6月23日 | ドラクエ100の新しい乗り物       | キティーホーク                 | キティーホーク                 |
| 第4回 | 2009年6月30日 | ドラクエ100の新しいモンスター   | おしべスライム・めしべスライム | おしべスライム・めしべスライム |
| 第4回 | 2009年6月30日 | ドラクエ100の新しいモンスター   | 輝け!スライム大賞              |                                |
| 第4回 | 2009年6月30日 | ドラクエ100の新しいモンスター   | 臭え～スライム                 |                                |

そらみな準レギュラー争奪!そらモネア
第1試合虹鱒VSモンキーチャック
1stステージ:制限時間3分以内に蒼井そらを何回笑わせられるか?
勝者:虹鱒
2ndステージ:チャット参加者の名前をいくつ覚えているかな?
勝者:モンキーチャック
3rdステージ:2コンビは大輪教授をどう尊敬しているか？
勝者:虹鱒
第2試合ばうんどVS高橋工房
1stステージ:制限時間3分以内に蒼井そらを何回笑わせられるか?
勝者:ばうんど
2ndステージ:チャット参加者の名前をいくつ覚えているかな?
勝者:引き分け
3rdステージ:2コンビは大輪教授をどう尊敬しているか？
勝者:ばうんど
得点
虹鱒:38
モンキーチャック29
ばうんど22
高橋工房18
優勝
虹鱒…準レギュラーに決定

## 放送リスト（ゲスト他)
- 第1回:2007年11月6日※
- 第2回:2007年11月13日（荒井美恵子）※
- 第3回:2007年11月20日（荒井美恵子）※
- 第4回:2007年11月27日（荒井美恵子）※
- 第5回:2007年12月4日※
- 第6回:2007年12月11日※
- 第7回:2007年12月18日※
- 第8回2007年12月25日※
- 第9回:2008年1月8日※
- 第10回:2008年1月15日※
- 第11回:2008年1月22日※
- 第12回:2008年1月29日（ガンバレイ・シウバ/くじら）※
- 第13回:2008年2月5日※
- 第14回:2008年2月12日※
- 第15回:2008年2月19日※
- 第16回:2008年2月26日※
- 第17回:2008年3月4日（グラップラーたかし）※
- 第18回:2008年3月11日※
- 第19回:2008年3月18日（ばうんど）※
- 第20回:2008年3月25日（くじら/ダブルネーム）※
- 第21回:2008年4月1日（ばうんど）※
- 第22回:2008年4月8日（ばうんど）※
- 第23回:2008年4月15日（ばうんど）※
- 第24回:2008年4月22日（ばうんど）※
- 第25回:2008年5月13日（ばうんど）※
- 第26回:2008年5月20日（ばうんど/矢じるし）※
- 第27回:2008年5月27日※
- 第28回:2008年6月3日※
- 第29回:2008年6月10日
- 第30回:2008年6月17日（大輪教授/星飛雄馬）
- 第31回:2008年6月24日（大輪教授/星飛雄馬）
- 第32回:2008年7月1日※
- 第33回:2008年7月8日（HEY!たくちゃん/花園うらら/ギャルそーね）※
- 第34回:2008年7月15日※
- 第35回:2008年7月22日（くじら/ガンバレイシウバ/結婚願望ユニット）※
- 第36回:2008年7月29日※
- 第37回:2008年8月5日※
- 第38回:2008年8月12日※
- 第39回:2008年8月19日※
- 第40回:2008年8月26日※
- 第41回:2008年9月2日（高橋工房/虹鱒）
- 第42回:2008年9月9日※
- 第43回:2008年9月16日※
- 第44回:2008年9月30日※
- 第45回:2008年10月7日（星飛雄馬/高橋工房/虹鱒）
- 第46回:2008年10月14日（大輪教授/星飛雄馬/ばうんど）
- 第47回:2008年10月21日※
- 第48回:2008年10月28日
- 第49回:2008年11月4日※
- 第50回:2008年11月11日※
- 第51回:2008年11月18日（大輪教授/星飛雄馬/虹鱒）
- 第52回:2008年11月25日（大輪教授/星飛雄馬/虹鱒）
- 第53回:2008年12月2日（星飛雄馬）
- 第54回:2008年12月9日※
- 第55回:2008年12月16日（大輪教授/星飛雄馬/虹鱒）
- 第56回:2009年1月6日※
- 第57回:2009年1月13日（大輪教授/星飛雄馬/虹鱒）
- 第58回:2009年1月20日（川村りか/ばうんど/虹鱒）
- 第59回:2009年1月27日（高橋工房/星飛雄馬/虹鱒）
- 第60回:2009年2月3日（大輪教授/星飛雄馬/虹鱒）
- 第61回:2009年2月10日（大輪教授/星飛雄馬/虹鱒）
- 第62回:2009年2月17日（大輪教授/星飛雄馬/虹鱒）
- 第63回:2009年2月24日※
- 第64回:2009年3月3日（大輪教授、星飛雄馬、虹鱒）
- 第65回:2009年3月10日（大輪教授、星飛雄馬、虹鱒、サボテンラッシュ）
- 第66回:2009年3月17日（大輪教授、星飛雄馬、虹鱒）
- 第67回:2009年3月24日（大輪教授、ばうんど、虹鱒）
- 第68回:2009年3月31日（ばうんど、虹鱒）
- 第69回:2009年4月7日（モンキーチャック、大輪教授）※
- 第70回:2009年4月14日 困るよ!
- 第71回:2009年4月21日 困るよ!
- 第72回:2009年4月28日（大輪教授、虹鱒・映像出演:ビックスモールン チロ）
- 第73回:2009年5月12日 困るよ!
- 第74回:2009年5月19日（大輪教授、虹鱒）
- 第75回:2009年5月26日 ※
- 第76回:2009年6月2日（虹鱒、高橋工房）
- 第77回:2009年6月9日（大輪教授/モンキーチャック/虹鱒）
- 第78回:2009年6月16日（大輪教授/高橋工房/虹鱒/ばうんど）
- 第79回:2009年6月23日（-）
- 第80回:2009年6月30日（-）※
- 第81回:2009年7月7日 困るよ!
- 第82回:2009年7月14日（-）
- 第83回:2009年7月21日（-）
- 第84回:2009年7月28日（-）
- 第85(85,86,87,88(仮))回:2009年8月4日（-）
- 第86(89(仮))回:2009年8月11日（モンキーチャック）
- 第87(90(仮),91-99(増刊号))回:2009年8月18日（-）
- 第88(100(仮))回:2009年8月25日（-）※

※…オードリー出演
放送回数は、GyaOジョッキー番組ページを参考にしております。

## 困るよ!
オードリーのみならず蒼井そらさえ不在になり「(そらも居なくなったら、本当に)困るよ!」と残された出演者の心の叫びをタイトルにした。内容は変わらない。#1・#2では、リズムネタで微妙な空気になった。
- 第1回:2009年4月14日（大輪教授、虹鱒）
- 第2回:2009年4月21日（大輪教授、虹鱒、ばうんど・映像出演:高橋工房）
- 第3回:2009年5月12日（大輪教授、虹鱒、モンキーチャック、桜木凛）
- 第4回:2009年7月7日（大輪教授、虹鱒、桜木凛）